# NGC 304
NGC 304 (również PGC 3326 lub UGC 573) – galaktyka spiralna (S/P), znajdująca się w gwiazdozbiorze Andromedy. Odkrył ją Édouard Jean-Marie Stephan 23 października 1878 roku.